# Nina Snaith
Pour les articles homonymes, voir Snaith.
Nina Claire Snaith (née en 1974) est une mathématicienne britannique, professeure à l'université de Bristol qui travaille sur la théorie des matrices aléatoires et le chaos quantique.

## Biographie
Nina Snaith est la fille du mathématicien Victor Snaith (de), professeur de mathématiques à l'université de Sheffield et la sœur du mathématicien et musicien Dan Snaith. Elle obtient son doctorat en 2000 à l'université de Bristol sous la direction de Jonathan Keating, avec une thèse intitulée Random Matrix Theory and zeta functions.

## Activités de recherche
Elle étudie la relation entre les matrices aléatoires et la fonction zêta de Riemann et les fonctions associées (fonctions L), qui résultent des propriétés statistiques de la distribution des zéros de ces fonctions. Les premières indications d'une telle connexion proviennent des années 1970, notamment avec Hugh Montgomery et Freeman Dyson.
Ses recherches fournissent également des liens avec le chaos quantique (qui a été particulièrement promu par Keating et Michael Berry à Bristol).
En 1998, les travaux qu'elle mène avec Jonathan Keating ont conjecturé une valeur pour le coefficient dominant de l'asymptotique des moments de la fonction zêta de Riemann, alors qu'auparavant, seuls deux moments étaient connus et suspectés seulement pour un tiers. La valeur supposée par Keating et Snaith pour la constante est basée sur la théorie des matrices aléatoires, suivant une tendance qui a commencé avec la conjecture de corrélation de paires (en) formulée par Hugh Montgomery en 1973. Ces deux mathématiciens ont étendu les travaux de Conrey (en), Ghosh et Gonek, également conjecturaux, basés sur l'heuristique de la théorie des nombres ; Conrey, Farmer, Keating, Rubinstein et Snaith ont plus tard conjecturé les termes inférieurs dans l'asymptotique des moments. La participation de Nina Snaith à ces recherches a fait l'objet de sa thèse de doctorat. 
Un des objectifs de ces investigations est d'avoir un nouvel accès à la preuve de l'hypothèse de Riemann.
Elle examine également des modèles matriciels aléatoires pour d'autres fonctions L comme celles des courbes elliptiques. Elle a également travaillé avec le théoricien des nombres Brian Conrey (en) dans ce domaine.

## Prix et distinctions
En 2008, elle a reçu le prix Whitehead de la London Mathematical Society. Elle bénéficie également d'une EPSRC Advanced Research Fellowship.
En 2014, Snaith a prononcé la conférence Hanna Neuman 2014, en honneur des réalisations des femmes en mathématiques.

## Publications
- (éd.) avec Francesco Mezzadri Recent perspectives in random matrix theory and number theory, London Mathematical Society Lecture Note Series, Cambridge University Press 2005.
- avec Jonathan Keating :
  - « Random matrix theory and {\displaystyle \zeta (1/2+it)} », Communications in Mathematical Physics, vol. 214, 2000, p. 57-89, en ligne.
- « Random matrix theory and L-functions at {\displaystyle s=1/2} », Communications in Mathematical Physics, vol. 214, 2000, p. 91-110.
- « Random matrices and L-functions », Journal of Physics A, vol. 36, 2003, p. 2859-2881.
- avec David W. Farmer & F. Mezzadri, « Random polynomials, random matrices, and L-functions », Nonlinearity, vol. 19, 2006, p. 919-936, Arxiv.
- avec J. Brian Conrey, D. W. Farmer, Keating, M.O. Rubinstein, « Integral moments of L-functions », Proceedings of the London Mathematical Society, vol. 91, 2005, p. 33-104, Arxiv.
- avec P.J. Forrester, J.J.M. Verbaarschot, « Developments in Random Matrix Theory », J. Phys. A, vol. 36, 2003, R 1.
- avec J. Brian Conrey, D. W.Farmer, J. Keating & M.O. Rubinstein, « Autocorrelation of random matrix polynomials », Comm. Math. Phys., vol. 237, 2003, p. 365-395, Arxiv.